# 中村羊一郎
中村 羊一郎（なかむら よういちろう、1943年（昭和18年）1月29日 - ）は、日本の文化史学者。学位は博士（歴史民俗資料学）（神奈川大学・2014年）。

## 人物・来歴
静岡県生まれ。1961年、静岡県立静岡高等学校卒業。1965年、東京教育大学文学部卒業。1970年から1982年まで母校の静岡高校で日本史の教鞭を執った。静岡県史編纂室、静岡県教育委員会、静岡県立吉田高等学校校長、静岡産業大学情報学部教授、特任教授、同総合研究所客員研究員。2014年「番茶の民俗学的研究」で神奈川大学より博士（歴史民俗資料学）を授与された。2023年、静岡市歴史博物館初代館長に就任。茶道文化学術奨励賞、地方出版文化賞、『番茶と庶民喫茶史』で三徳庵茶道文化学術賞受賞。

## 著書

### 単著
- 『茶の民俗学』名著出版、1992年3月。ISBN 9784626014337。 NCID BN07547907。全国書誌番号:92042004。
- 『番茶と日本人』吉川弘文館〈歴史文化ライブラリー 46〉、1998年8月。ISBN 9784642054461。 NCID BA36698813。全国書誌番号:99027033。
  - 『番茶と日本人』（オンデマンド版）吉川弘文館〈歴史文化ライブラリー 46〉、2017年10月。ISBN 9784642754460。 NCID BB27751865。全国書誌番号:22998853。
- 『エッセー 静岡から考えた日本文化――お茶と鯨と命山』羽衣出版、2002年8月。ISBN 9784938138431。 NCID BA60363436。全国書誌番号:20323140。
- 『家康からの贈りもの』羽衣出版〈中村羊一郎の静岡物語 1〉、2009年9月。ISBN 9784938138769。 NCID BB00755785。全国書誌番号:21677729。
- 『イルカの眼』羽衣出版〈中村羊一郎の静岡物語 2〉、2009年12月。ISBN 9784938138783。 NCID BB09842947。全国書誌番号:21703894。
- 『中村羊一郎のお茶しませんか 全方位お茶談議』羽衣出版、2010年9月。ISBN 9784938138868。 NCID BB03554338。全国書誌番号:21832092。
- 『ミャンマー いま、いちばん知りたい国 最新紀行』東京新聞、2013年3月。ISBN 9784808309732。 NCID BB12640849。全国書誌番号:22220444。
- 『番茶と庶民喫茶史』吉川弘文館〈日本歴史民俗叢書〉、2015年3月。ISBN 9784642074124。 NCID BB18123828。全国書誌番号:22545108。
  - 『番茶と庶民喫茶史』（オンデマンド版）吉川弘文館〈日本歴史民俗叢書〉、2022年10月。ISBN 9784642774123。
- 『家康公「静岡、しっかりせよ」と仰せられき』羽衣出版〈中村羊一郎の静岡物語 3〉、2015年7月。ISBN 9784907118204。 NCID BB27376711。全国書誌番号:22624269。
- 『年中行事としきたり』思文閣出版〈和食文化ブックレット 2 ユネスコ無形文化遺産に登録された和食〉、2016年2月。ISBN 9784784218417。 NCID BB20715739。全国書誌番号:22720183。
- 『イルカと日本人 追い込み漁の歴史と民俗』吉川弘文館、2017年2月。ISBN 9784642083058。 NCID BB22952881。全国書誌番号:22843138。
- 『ふるさとの記憶 しずおか徒然草』羽衣出版、2020年1月。ISBN 9784907118471。全国書誌番号:23326583。
- 『お茶作り名人紀行』羽衣出版、2020年6月。ISBN 9784907118525。 NCID BC02229463。全国書誌番号:23414025。

### 共著
- 富山昭、中村羊一郎『安倍川 その風土と文化』静岡新聞社、1980年8月。 NCID BN10644628。全国書誌番号:80038721。
- 中村羊一郎、吉川祐子『東海道と祭り』静岡新聞社〈Romankaido Tokaido 7〉、1996年11月。ISBN 9784783810568。 NCID BA29934042。全国書誌番号:97041941。
- 大森正司、加藤みゆき、中村羊一郎『食べるお茶が効く！ お茶をおいしく食べてぐんぐん元気になる』主婦と生活社〈別冊すてきな奥さん〉、2004年8月。ISBN 9784391619041。 NCID BA70900815。全国書誌番号:20657876。
- 川口円子、中村羊一郎『焼津かつおぶし物語 地域産業の伝統と革新』静岡新聞社〈静岡産業大学オオバケBOOKS〉、2020年11月。ISBN 9784783822653。 NCID BC04049382。全国書誌番号:23489329。

### 編著
- 『静岡浅間神社の稚児舞と廿日会祭 駿府城下町の魂、ここにあり！』静岡新聞社、2017年9月。ISBN 9784783810872。 NCID BB24774117。全国書誌番号:22954570。

### 監修
- 『目で見る静岡市の100年』郷土出版社、2003年2月。ISBN 9784876701933。 NCID BA6130521X。全国書誌番号:20381327。
- 『ふるさと静岡市 新静岡市発足記念決定版写真集 保存版』郷土出版社、2009年9月。ISBN 9784863750371。 NCID BA91337747。全国書誌番号:21676679。
- 弘文舎出版編集部編 編『静岡県全域ガイド 市町別 最新版』羽衣出版、2011年2月。ISBN 9784938138875。 NCID BB05102701。全国書誌番号:21910347。

### 博士論文
- 「番茶の民俗学的研究」博士（歴史民俗資料学）博乙第47号、神奈川大学、2014年3月7日、NAID 500000965463。